# Barrio el Lindero
Barrio el Lindero är en ort i Mexiko, tillhörande kommunen Jocotitlán i den nordvästra delen av delstaten Mexiko. Orten hade 888 invånare vid folkräkningen 2010.